# Epitausa certa
Epitausa certa là một loài bướm đêm trong họ Erebidae.